# Companhia Siderúrgica Nacional
Companhia Siderúrgica Nacional (CSN) é a maior indústria siderúrgica do Brasil e da América Latina, e uma das maiores do mundo.
Sua usina, chamada Usina Presidente Vargas, situa-se na cidade de Volta Redonda, no médio Paraíba, no sul do estado do Rio de Janeiro, tendo suas minas de minério de ferro e outros minerais na região de Congonhas e Arcos, ambas cidades do estado de Minas Gerais e também de carvão na região de Siderópolis no estado de Santa Catarina. Sua principal usina hoje produz cerca de 6 milhões de toneladas de aço bruto e mais de 5 milhões de toneladas de laminados por ano, sendo considerada uma das mais produtivas do mundo.
Além da siderurgia, o grupo CSN atua também em mineração, logística, cimento e energia.

## História

Construção da Companhia Siderúrgica Nacional (CSN), 1941. Arquivo Nacional.

A CSN foi criada durante o Estado Novo por decreto do presidente Getúlio Vargas, após um acordo diplomático denominado Acordos de Washington, feito entre os governos brasileiro e estadunidense. Ele previa a construção de uma usina siderúrgica que pudesse fornecer aço para os aliados durante a Segunda Guerra Mundial e, na paz, ajudasse no desenvolvimento do Brasil. Os fundos norte-americanos vieram através do Export-Import Bank of the United States (EXIMBANK), pois a iniciativa privada daquele país não se interessou.[carece de fontes?]
Em 1940, aumentara a produção de ferro gusa e lingotes de aço, mas a de laminados ainda estava abaixo da demanda. Dessa forma, a indústria brasileira não estava capacitada para fornecer produtos pesados, tais como trilhos e chapas de aço para as ferrovias, estaleiros e construtoras. O coronel Macedo Soares, futuro governador fluminense, que presidia a comissão responsável pelos estudos para instalação de uma grande siderúrgica no país, era engenheiro militar e defendia a instalação de uma usina na região do Vale do Paraíba, que se encontrava decadente com o declínio da cultura do café no estado do Rio de Janeiro. Tal situação também encontrava apoio em Amaral Peixoto, então interventor naquele estado e genro de Vargas. Em discurso de 7 de maio de 1943, o presidente Vargas saudou a nova usina como símbolo da emancipação econômica do Brasil.
Começou efetivamente a operar no ano de 1946, durante o Governo Eurico Dutra, o qual não convidou o idealizador do projeto, Getúlio Vargas, para a inauguração.
Em 1965 é inaugurado o Edifício do Escritório Central da CSN, uma imponente edificação de 37 mil metros quadrados divididos em 16 andares localizada na área mais nobre de Volta Redonda.
No final dos anos 1970, a Andrade e Gutierrez era responsável pelo abastecimento de minério de ferro para a Companhia Siderúrgica Nacional (CSN), em Volta Redonda, no Rio de Janeiro.
Em setembro de 1973, foi criada a holding Siderbrás para controlar e coordenar a produção de aço no Brasil. A companhia recebeu a transferência da participação acionária do BNDES em várias empresas do setor, controlando inicialmente sete empresasː CSN, Usiminas, Cosipa, Cofavi, Cosim, Usiba e Piratini.
Na década de 1980, com o aumento do movimento sindical, começam a ocorrer diversas greves nas instalações da empresa em Volta Redonda, com a primeira ocorrendo em 1984. Em novembro de 1988, uma nova greve dos seus trabalhadores, que pediam reposição e aumento salarial, redução de jornada de trabalho e reintegração de operários demitidos, teve como saldo a morte de 3 operários em conflito com o Exército Brasileiro, no qual ainda restaram dezenas de pessoas feridas e considerável dano ao patrimônio da empresa. À essa época, a CSN e suas empresas coligadas possuíam cerca de 25 mil trabalhadores diretos, número que decresce até o momento de sua privatização, quando já tinha cerca de 17 mil empregados.
Foi uma das siderúrgicas incluídas no Plano Nacional de Desestatização do governo Fernando Collor de Mello em 1992, e privatizada, já no ano seguinte,com a Presidência da República ocupada por Itamar Franco, quando foi comprada pelo grupo composto pelo grupo Vicunha, Bamerindus e o Bradesco.

Inauguração pelo Presidente Eurico Gaspar Dutra da Companhia Siderúrgica Nacional, 1946. Arquivo Nacional.

### Atualmente
Em 2006 a CSN apresentou proposta de compra da siderúrgica anglo-holandesa Corus. A proposta era superior à da indiana Tata, mas no dia 25 de Outubro de 2007, a CSN perdeu a disputa pela empresa, que foi comprada pela indústria indiana. Desde então, a empresa tem buscado seguir uma estratégia com foco em novas áreas de atuação, como aços longos e cimento e busca por aquisições fora do Brasil, como por exemplo a Cimpor, fábrica de cimento de Portugal.
A CSN também controla a empresa mineradora de ferro Namisa, criada em 2007. e adquirida em 2015.
Em julho de 2022, a Companhia Estadual de Geração de Energia Elétrica (CEEE-G) foi vendida para a Companhia Florestal do Brasil, vinculada à Companhia Siderúrgica Nacional (CSN) por R$ 928 milhões. Em dezembro de 2022, a Eletrobras realizou transferência de ações representativas de 32,74% do capital social da CEEE-G para a Companhia Florestal do Brasil (CFB), pelo valor de 367 milhões de reais. Com a transferência, a CFB passou a deter o total de 99% do capital social da CEEE-G.
Em 14 de julho de 2023, o vice-governador do Rio de Janeiro e secretário estadual do Ambiente, Thiago Pampolha, anunciou a multa à CSN de R$ 1.013.871,60 por poluição em Volta Redonda. A multa foi motivada por uma reportagem do RJ2 da TV Globo que mostrou no dia 13 do mesmo mês que um pó preto e a fumaça que saem dos altos-fornos estão causando doenças respiratórias e deixado as ruas da mesma cidade, na Região Sul Fluminense, permanentemente imundas.

## Operação
O grupo CSN atua nos seguintes segmentosː siderurgia, mineração, logística, cimento e energia.

### Siderurgia
A companhia atua em toda a cadeia produtiva do aço, desde a extração do minério de ferro até a produção e comercialização. Entre os produtos siderúrgicos comercializados pela empresa estão aços planos, revestidos, galvanizados, pré-pintados, folhas metálicas e aços longos (vergalhão e fio-máquina). Entre as unidades da empresa estãoː
- Usina Presidente Vargas (Volta Redonda/RJ)ː produção de aço
- CSN Porto Real (Porto Real/RJ)ː produtos galvanizados
- CSN Paraná (Araucária/PR)ː laminação e revestimento
- Lusosider (Portugal)ː aços planos
- Stahlwerk Thüringen GmbH - SWT (Alemanha)ː aços longos (perfis)
- Prada Distribuição (oito unidades)ː processamento e distribuição de aços planos e longos
- Prada Embalagens (quatro unidades)ː latas e embalagens de aço

### Mineração
A CSN Mineração é a segunda maior exportadora de minério de ferro do Brasil e a sexta do mundo. Suas minas estão localizadas no Quadrilátero Ferrífero, onde fica a mina Casa de Pedra, em Congonhas (MG). O minério de ferro é transportados pela MRS até o Porto de Itaguaí (TECAR), no Rio de Janeiro.
A mina de Arcos, em Minas Gerais, que produz calcário, usado como matéria-prima para a fabricação de aço e para a produção de clínquer, principal insumo para o cimento.
Em Rondônia, a subsidiária ERSA produz estanho, matéria-prima da folha de flandres.

### Cimento
A produção de cimento pela CSN se iniciou em 2009, utilizando a escória de alto forno, resultante do processo siderúrgico na Usina Presidente Vargas, e o clínquer, produzido junto à mina de calcário em Arcos.

### Logística
A CSN é responsável pela administração de dois terminais no Porto de Itaguaí (RJ): o terminal de granéis sólidos (Tecar) usado na exportação de minério de ferro e o terminal de contêineres (Sepetiba Tecon).
No setor ferroviário, a CSN conta com participação na MRS Logística, que atua nos estados de Minas Gerais, Rio de Janeiro e São Paulo, e é controladora da  FTL (Ferrovia Transnordestina Logística), antiga malha nordeste da RFFSA, e da Transnordestina Logística S.A. (TLSA), que vai ligar o sertão do Piauí ao porto de Pecém (CE).

### Energia
Fundada em 1999, a CSN Energia possui participação em duas usinas hidrelétricas (UHE Itá e UHE Igarapava), além da Central Termelétrica e a Turbina de Topo, ambas localizadas na Usina Presidente Vargas de Volta Redonda.